# Elaphria versicolor
Elaphria versicolor là một loài bướm đêm trong họ Noctuidae.